# Jimmy Durmaz
Jakup Jimmy Durmaz (Örebro, 1989. március 22. –) svéd válogatott labdarúgó, aki jelenleg a Galatasaray játékosa.

## Sikerei, díjai
- Malmö FF
  - Svéd bajnok: 2010
- Olimbiakósz
  - Görög bajnok: 2014–15, 2015–16
  - Görög kupa: 2014–15